# Monica Keena
Monica Keena, född 28 maj 1979 i Brooklyn i New York, är en amerikansk skådespelare.

## Filmografi (i urval)
- A Promise Kept: The Oksana Baiul Story (1994) (TV) .... Oksana Baiul
- Law & Order (1 avsnitt, "Performance", 1995) .... Corey Russell
- While You Were Sleeping (1995) .... Mary Callaghan
- Ripe (1996) .... Violet
- Feds (1 avsnitt, "Somebody's Lyin", 1997) .... Tina Walters
- Homicide: Life on the Street (1 avsnitt, "Double Blind", 1997) .... Billie Rader
- Snövit: En skräcksaga (1997) .... Lilliana "Lilly" Hoffman
- The Devil's Advocate (1997) .... Alessandra Cullen
- Strike! (1998) .... Tinka Parker
- Dawson's Creek (14 avsnitt, 1998-1999) .... Abby Morgan
- First Daughter (1999) (TV) .... Jess Hayes
- The Simian Line (2000) .... Marta
- Crime and Punishment in Suburbia (2000) .... Roseanne Skolnick
- Orange County (2002) .... Gretchen
- King of the Hill (2 avsnitt, "I Never Promised You an Organic Garden" and "Night and Deity", 2003) .... Rain/Maria och Becky/Bartender (röst)
- Undeclared (17 avsnitt, 2001-2003) .... Rachel Lindquist
- Freddy vs. Jason (2003) .... Lori Campbell
- Bad Girls from Valley High (2005) .... Brooke
- Man of the House (2005) .... Evie
- Law & Order: Criminal Intent (1 avsnitt, "Death Roe", 2005) .... Beatrice Onorato Mailer
- Long Distance (2005) .... Nicole Freeman
- Entourage (6 avsnitt, "Talk Show", "Date Night", "The Scene", "New York", "The Boys Are Back in Town" och "My Maserati Does 185", 2004-2005) .... Kristen
- I Love the '80s 3-D (2005) .... Sig själv
- HBO: The Making of The Sopranos: Road to Respect (2006) (TV) .... Trishelle
- Without a Trace (1 avsnitt, "More Than This", 2006) .... Heidi Peyton
- Fifty Pills (2006) .... Petunia
- The Lather Effect (2006) .... Hot Girl
- Left in Darkness (2006) .... Celia
- CSI: Crime Scene Investigation (1 avsnitt, "Built to Kill, Part 2", 2006) .... Madeline
- The Sopranos: Road to Respect (2006) (VG) .... Trishelle (röst)
- All She Wants for Christmas (2006) (TV) .... Judith "Noelle" Dunn
- Ghost Whisperer (1 avsnitt, "Deja Boo", 2007) .... Holly Newman
- Grey's Anatomy (2 avsnitt, "Into You Like a Train" och "Some Kind of Miracle", 2005-2007) .... Bonnie Crasnoff
- Brooklyn Rules (2007) .... Amy
- Loaded (2008) .... Brooke
- Corporate Affairs (2008) .... Snowy Egret
- The Narrows (2008) .... Gina
- Night of the Demons (2009) .... Maddie (post-production)